# マイケル・ミーナ
マイケル・ミーナ（英：Michael Mina、1969年 - ）はエジプト・カイロ出身、アメリカ合衆国で活動する料理人、レストラン経営者、料理本著者。
レストラン運営会社「ミーナ・グループ」を創設し、30種のレストランを展開。そのうち、自身の名を付けたレストラン「マイケル・ミーナ」（現在サンフランシスコとラスベガスに2店舗）では、エグゼクティブシェフを担当し、ミシュラン二つ星を獲得している。
2006年に料理本を出版、以降テレビで話題の料理人となった。

## 略歴

### 幼少期
エジプトで生まれ、アメリカ合衆国ワシントン州エレンズバーグで育つ。16歳の時に、地元のフレンチレストランの厨房で働き始める。高校卒業後にワシントン大学へ入学し、シアトルで大好評のレストラン「スペース・ニードル」で働きレストランビジネスへの興味を抱く。その1年後、ニューヨーク州ハイドパークにある料理の名門校「カリナリー・インスティチュート・オブ・アメリカ」へ入学した。

### 料理人として
ロサンゼルスにあるベルエアホテルで、当時エグゼクティブ・シェフであったジョージ・モローネに師事。モローネが手掛ける新しいレストラン「アクア」のオープンに伴い、サンフランシスコへ向かう。モローネがアクアを去った後、エグゼクティブシェフに就任し、数多くの賞と称賛を受けた。
マイケル・ミーナの料理へこだわりは、4つの基本要素（スパイス・甘味・酸味・豊かさ） のバランスの良いコラボレーションである。
マイケル・ミーナは3代のアメリカ大統領に料理を披露した経験を持つ。

### レストラン経営者として
2002年、元プロテニスプレーヤーのアンドレ・アガシがサンフランシスコのミーナのレストランを訪れた際に、アガシと出会う。その後パートナーとしてミーナ・グループを設立、ラスベガスに「ノブヒル」や「シーブルー」などのレストランを展開する。
2006年、サンフランシスコの「マイケル・ミーナ」店がミシュラン二つ星を獲得。サンフランシスコのベイエリアでミシュラン二つ星を持つレストランは 、当時4件のみであった。
2010年と2012年にはミシュラン一つ星を獲得。
2011年10月、エスカイア・マガジンのレストラン・オブ・ザ・イヤーを受賞。

## デジタル料理メディア「クック・テースト・イート」
2012年9月、毎日ビデオコンテンツをネット配信する、デジタル料理メディア会社「クック・テースト・イート」を設立。レストラン料理を自宅のキッチンで作るハウツービデオを配信、ミシェル・ブランチと共に使える料理のテクニックやコツを教えている。

## 書籍
2006年11月、最初の料理本「マイケルミーナ：ザ・クックブック」を出版。「トリオコンセプト」やミーナの定番料理のレシピを紹介している。
 

## レストラン
- マイケルミーナ（カリフォルニア州サンフランシスコ）
- マイケルミーナ（ネバダ州ラスベガス ベラージオ）
- パブ1842（ネバダ州ラスベガス）
- アルカディア（カリフォルニア州サンノゼ）
- ストーンヒル・タバーン（カリフォルニア州モナークビーチ）
- ストリップ・ステーキ（ネバダ州ラスベガス）
- ストリップ・ステーキ（ハワイ州ホノルル）
- バーボンステーキ・ブランドアメリカーナ（カリフォルニア州グレンデール）
- バーボンステーキ・フェアモント・ターンベリーアイル・リゾート＆クラブ（フロリダ州アベンチュラ）
- バーボンステーキ・フェアモント・スコッツデール・プリンセス（アリゾナ州スコッツデール）
- バーボンステーキ＆パブ（カリフォルニア州サンタクララ）
- クロックバー（カリフォルニア州サンフランシスコ ）
- バーボンステーキ・フォーシーズンズホテル（ワシントンDC）
- ファイアバード・バイ・マイケルミーナ・フォーシーズンズホテル（ドバイ）
- RN74（カリフォルニア州サンフランシスコ）
- RN74（ワシントン州シアトル）
- アメリカン・フィッシュ・アリア・リゾート＆カジノ（ネバダ州ラスベガス）（2015年閉鎖）
- パブ（カリフォルニア州サンフランシスコ）
- パブ・フォーシーズンズホテル（メリーランド州ボルチモア）（2014年閉鎖）
- ウィット＆ウィズダム・フォーォーシーズンズホテル（メリーランド州ボルチモア）
- ハンドルバー（ワイオミング州ジャクソンホール）
- マイケルミナ74・フォンテンブローホテル（フロリダ州マイアミビーチ）
- マイケルミーナ・ストリップステーキ・フォンテンブローホテル（フロリダマイアミビーチ）
- バードット・ブラッセリー・アリアリゾート＆カジノ　（ネバダ州ラスベガス）
- ミーナ・テスト・キッチン（カリフォルニア州サンフランシスコ）
- ロケールマーケット（フロリダ州サンクトペテルブルク）
- パブ（マサチューセッツ州ボストン）

## 賞
- Wine Enthusiast Magazine Restaurateur of the Year, 2012
- Food Arts Magazine Silver Spoon Award, May 2011
- HauteLiving.com Top Chef in San Francisco, 2010
- HauteLiving.com Top Chef in Las Vegas (#2), 2010
- Richard Melman Award, 2009
- Bon Appétit's Chef of the Year for Michael Mina Bellagio, 2005
- San Francisco Magazine's Chef of the Year, 2005
- Restaurateur of the Year, 2005
- James Beard Foundation Best Chef, 2002
- Rising Star Chef of the Year, 1997
- Esquire Magazine's Restaurant of the Year 2011 - Michael Mina San Francisco

## テレビ出演
「ヘルズ・キッチン」の208話に料理大会の審査員として登場。司会者のゴードン・ラムジーよりマスターシェフとして紹介される。